# Turismo em Fortaleza

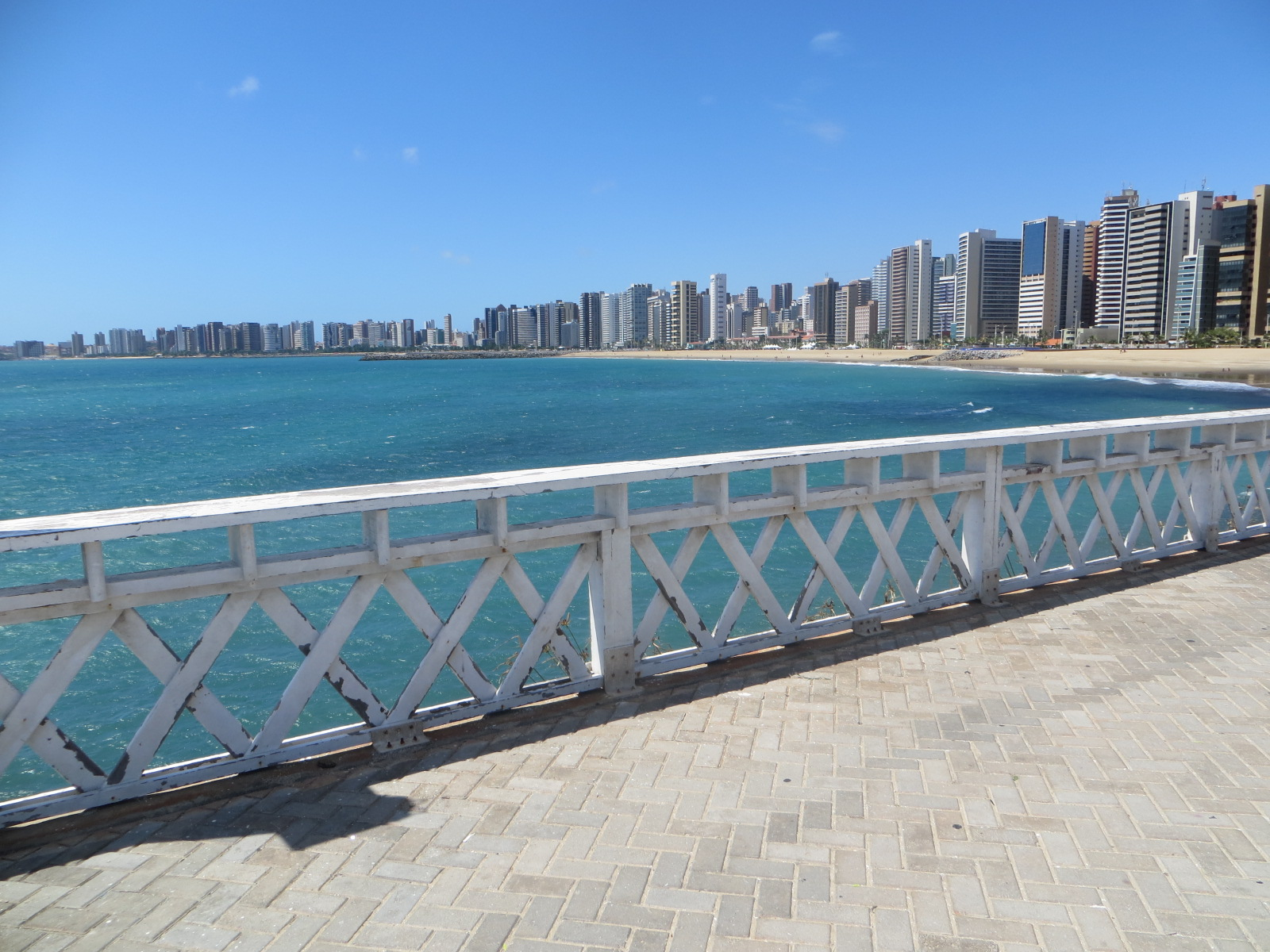
Trecho da orla de Fortaleza

Fortaleza, capital do estado do Ceará, é um dos destinos turísticos mais populares do Brasil, conhecida por suas praias deslumbrantes, clima tropical, cultura vibrante e infraestrutura turística bem desenvolvida, a cidade alcançou a marca de destino mais procurado do país pela Associação Brasileira de Agências de Viagens (ABAV) nos anos de 2004 e 2005.

## Características
Praias Paradisíacas: Fortaleza é agraciada com uma extensa faixa litorânea, repleta de praias deslumbrantes. A Praia do Futuro é uma das mais famosas, conhecida por suas águas mornas e infraestrutura de barracas à beira-mar. Outras praias populares incluem a Praia de Iracema, Meireles e Mucuripe, que oferecem uma variedade de atividades, como passeios de jangada, mergulho e esportes aquáticos.
Cultura e História: Além das belas praias, Fortaleza possui uma rica herança cultural e histórica. O Centro Dragão do Mar de Arte e Cultura é um importante centro cultural, abrigando museus, teatros, galerias de arte e espaços para apresentações musicais e eventos culturais. O Mercado Central é outro ponto de interesse, onde os visitantes podem encontrar artesanato local, roupas, alimentos típicos e lembranças.
Gastronomia: A culinária cearense é uma atração à parte em Fortaleza. Os turistas podem saborear pratos típicos, como a tradicional feijoada cearense, o caranguejo ensopado e o baião de dois. Além disso, os frutos do mar frescos são uma especialidade na cidade, com restaurantes à beira-mar oferecendo uma ampla variedade de opções.
Turismo de Aventura: Para os amantes de aventura, Fortaleza oferece diversas atividades emocionantes. A partir da cidade, acessam-se várias opções de passeios de buggy pelas dunas de areia de Jericoacoara e Canoa Quebrada são populares, assim como a prática de kitesurf e windsurf nas praias da região.
Infraestrutura Turística: Fortaleza conta com uma excelente infraestrutura turística, incluindo uma ampla oferta de hotéis, resorts, pousadas e restaurantes para atender a todos os gostos e orçamentos. A cidade também possui um aeroporto internacional bem conectado, facilitando o acesso para visitantes de todo o mundo.

## Atrações
A praia do Futuro com suas "barracas" de praia e uma intensa programação gastronômica e cultural todas as quintas-feiras. A praia de Iracema forma um polo com o Centro Dragão do Mar de Arte e Cultura, abrigando vários museus e equipamentos culturais. A Ponte dos Ingleses e o famoso Pirata Bar. No litoral da cidade vizinha Aquiraz existe o parque temático Beach Park que recebe uma média de 500 mil visitantes por ano,.

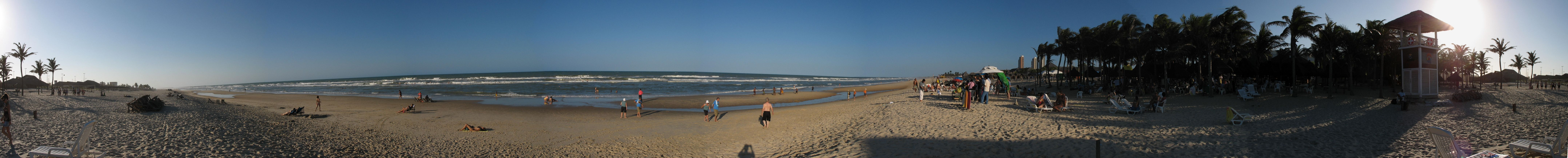
Vista panorâmica da Praia do Futuro em Fortaleza.

Na cultura o destaque fica para o centro de Fortaleza com prédios históricos e museus. As praças do Ferreira e General Tibúrcio são as mais importantes por terem em sua vizinhança prédios históricos. Na praça do Ferreira tem-se vários prédios históricos com destaque para o Cine São Luiz com um hall de entrada muito luxuoso. Na praça General Tibúrcio tem-se o Museu do Ceará que conta a história do estado, a Academia Cearense de Letras, primeira do gênero no Brasil, e a Igreja do Rosário, primeira igreja de Fortaleza. O Theatro José de Alencar, obra em art nouveau e a Fortaleza de Nossa Senhora da Assunção são patrimônios nacionais tombados, sendo lugares de grande visitação.
Principais atrativos turísticos de Fortaleza:
- Praia do Futuro
- Praia de Iracema
- Beira-mar
- Ponte dos Ingleses
- Centro Dragão do Mar de Arte e Cultura
- Mercado Central
- Catedral da Sé
- Passeio Público
- Centro de Eventos do Ceará

## Receptivo
Na orla marítima de Fortaleza se localizam os principais meios de hospedagem da cidade como as bandeiras internacionais Dorisol, Holiday Inn, Ibis, Othon e Vila Galé. Também abriga muitos restaurantes e atrações turísticas, com destaque para as barracas de praia e parques aquáticos, clubes, boates e casas de shows. Segundo o IBGE, a cidade abrigava em 2005 4.367 unidades locais de empresas de alojamento e alimentação. A cidade dispõe ainda de vários consulados que dão assistência ao turista estrangeiro.

## Eventos
A estrutura de eventos teve um incremento em 2008 com o inicio da construção de um novo centro de convenções, o Pavilhão de Feiras e Eventos de Fortaleza. Atualmente o Centro de Convenções Edson Queiroz é o espaço que abriga as principais feiras e convenções em Fortaleza.
Alguns dos principais eventos realizados em Fortaleza são o Ceará Music, festival de Pop Rock - Cine Ceará, festival de cinema internacional - Fortal, micareta no final das férias de julho.